# Nasser al-Rashid
Nasser ben Ibrahim al-Rashid, né en 1937 ou 1939 (selon les sources) est un homme d'affaires saoudien. Il est réputé être un influent conseiller de la famille royale saoudienne.

## Biographie
Il est l'aîné d'une fratrie de 17 enfants, issue d'une famille de la classe moyenne de la ville de Haïl. Il étudie en Arabie saoudite, en Syrie, au Liban et aux États-Unis la science, la philosophie, l'ingénierie civile ou encore l’économie. Il intègre plusieurs sociétés honorifiques comme Chi Epsilon et Phi Eta Sigma.
Il fonde l'entreprise de construction Rashid Engineering en 1975, avec laquelle il réalisera des projets dans le secteur de la médecine, de l'électricité et de l'éducation.

## Fortune
En 2009, sa fortune est estimée à 8 milliards de dollars.
Nasser al-Rashid est un milliardaire mais n'est pas listé par Forbes dans la liste des milliardaires du monde car, comme la plupart des grandes fortunes saoudiennes, la valeur de ses biens personnels n'est pas accessible au grand public.
Son yacht, le Lady Moura — vendu en juin 2021 au milliardaire mexicain Ricardo Salinas Pliego (en) — est l'un des plus grands yachts privés. Le 20 mai 2007, il s'échoue à proximité du Palais du Festival de Cannes, sans faire de victimes mais en provoquant une légère pollution en mer.

## Vie privée
Il a été marié pendant 18 ans (1978-1996) avec Mouna Ayoub. 
Il a une famille nombreuse. 
Il est désormais en couple avec Safia El Malqui, qui travaille dans l'art. 

## Publications
- King Fahd and Saudi Arabia's Great Evolution (co écrit avec Esber I. Shaheen), International Institute of Technology, 1987[11].

- Saudi Arabia and the Gulf War (co écrit avec Esber I. Shaheen), International Institute of Technology, 1992[12].
- Saudi Arabia, All you need to know (co écrit avec Esber I. Shaheen) International Institute of Technology, 1995[13].